# Stipa nelsonii
Stipa nelsonii är en gräsart som beskrevs av Frank Lamson Scribner. Stipa nelsonii ingår i släktet fjädergrässläktet, och familjen gräs. Inga underarter finns listade i Catalogue of Life.

## Bildgalleri

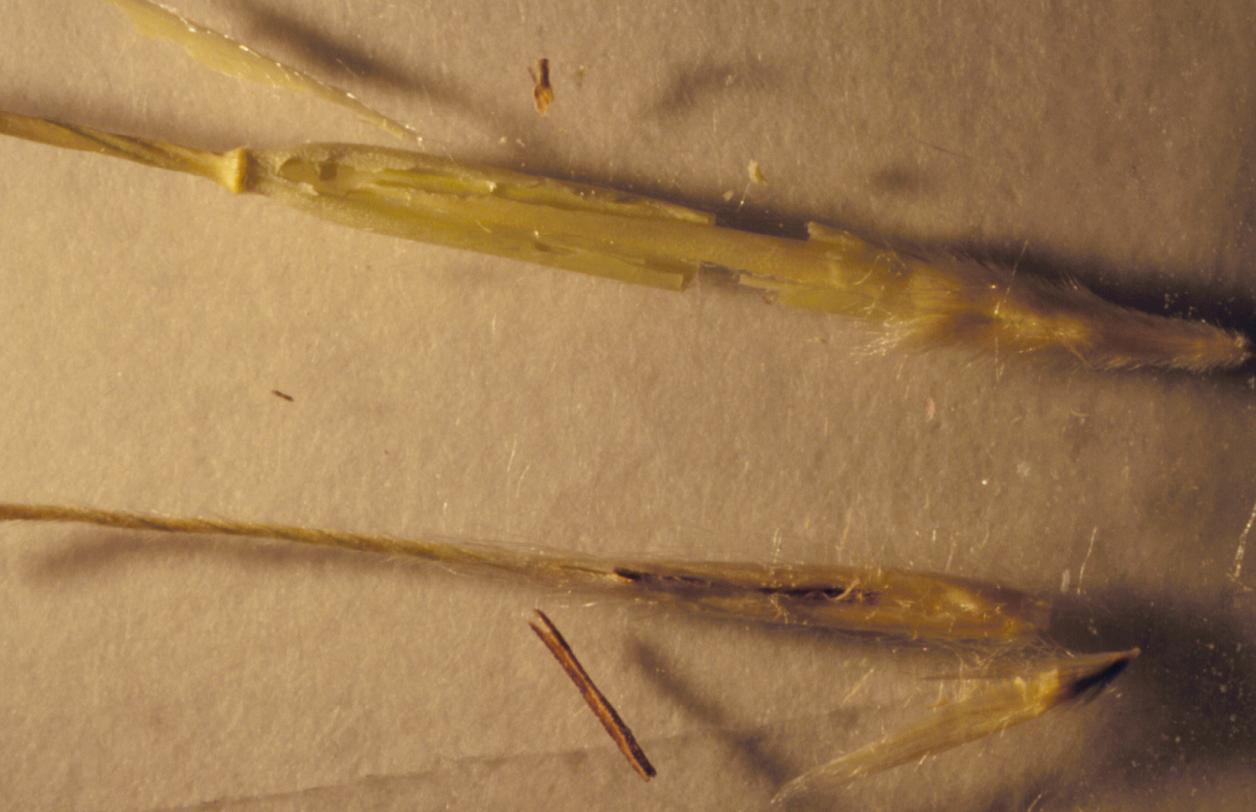
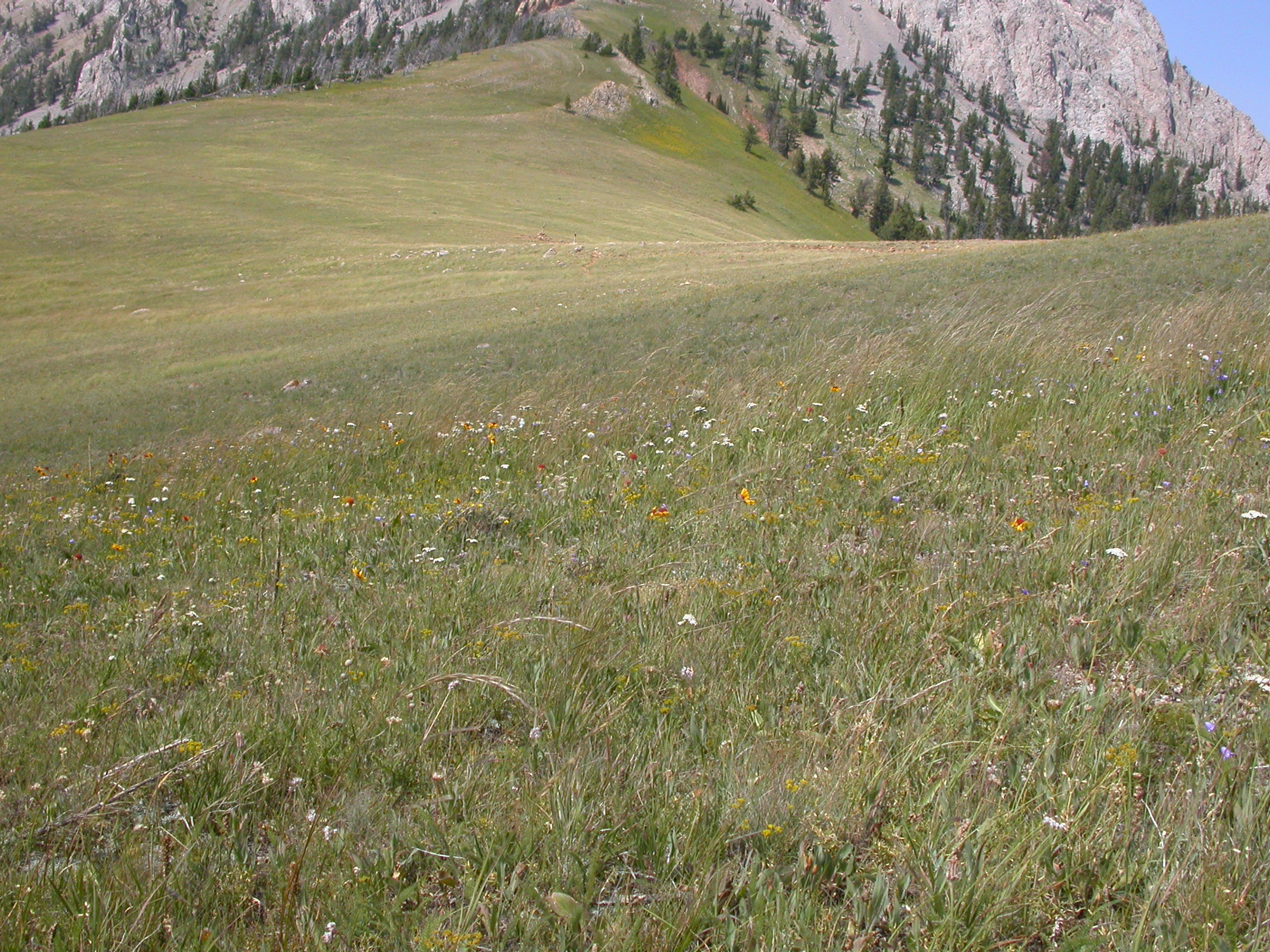
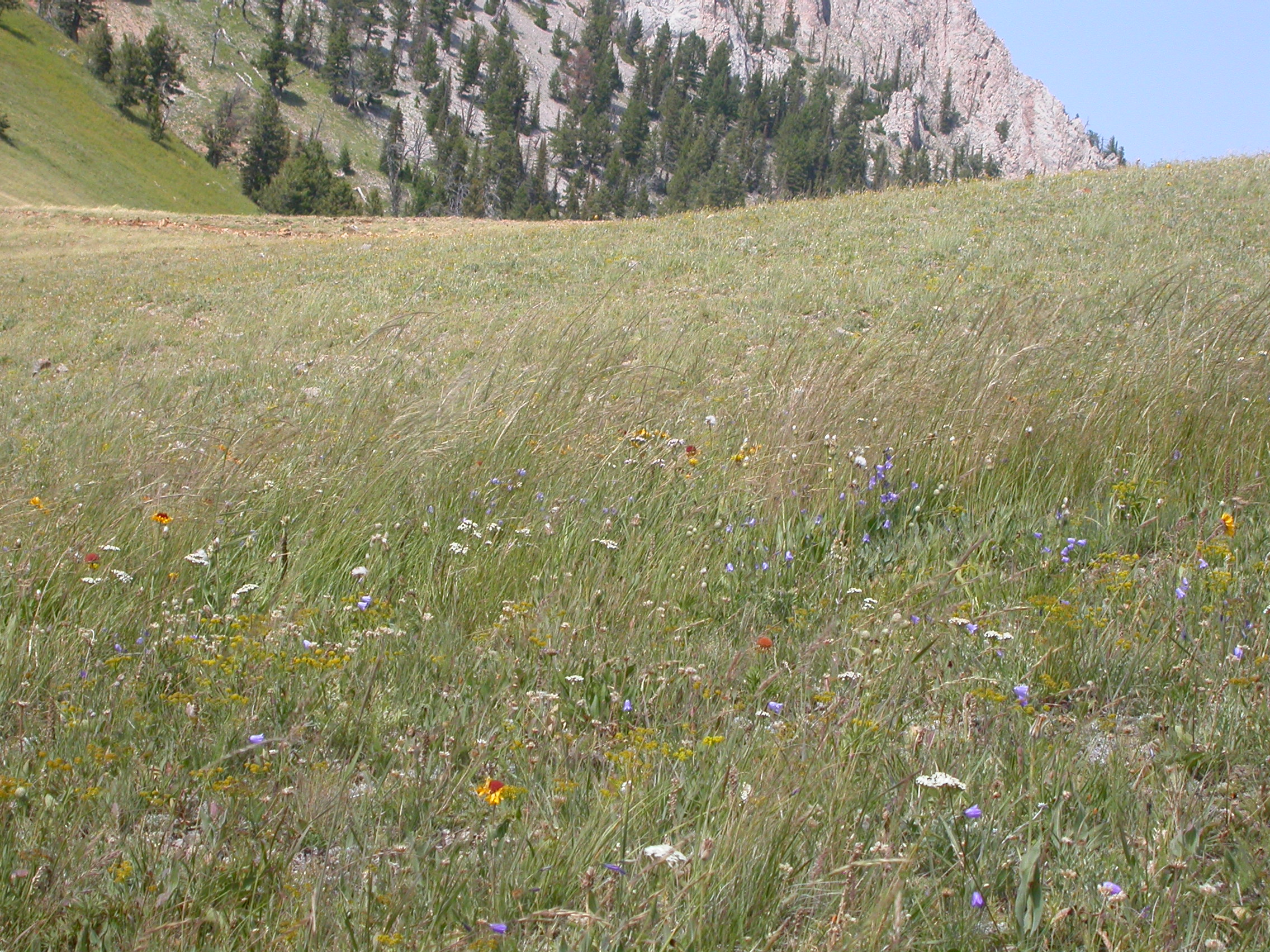
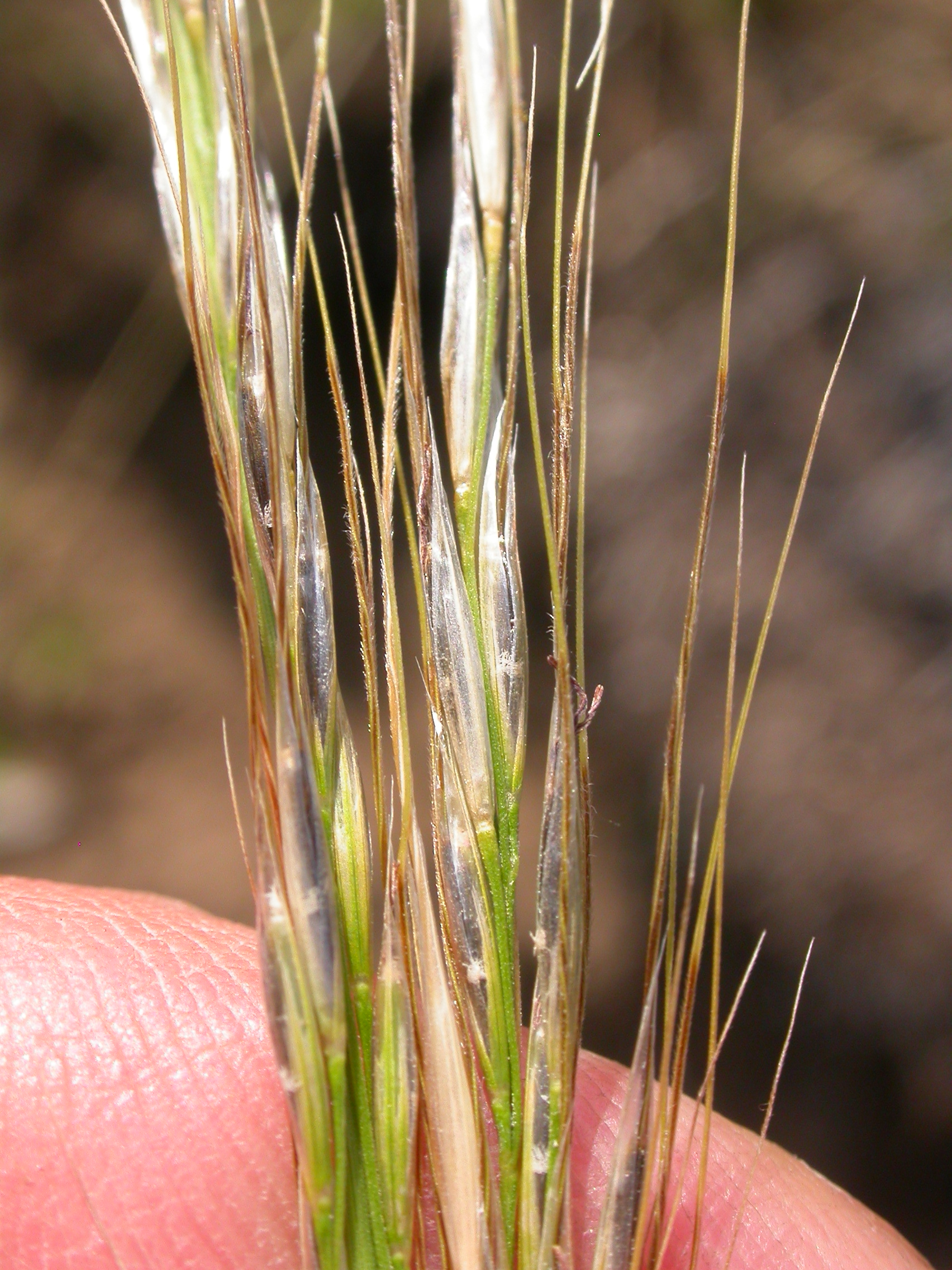